# Kristoff Vernard (personaje)
Kristoff Vernard (anteriormente conocido como Kristoff von Doom y Dr. Doom) es un personaje ficticio que aparece en los cómics estadounidenses publicados por Marvel Comics. Ha estado involucrado principalmente con Los 4 Fantásticos, como enemigo, aliado e incluso miembro a corto plazo.

## Historial de publicaciones
Kristoff apareció por primera vez en "Regreso a lo básico" de John Byrne en el número 247 de Los 4 Fantásticos en octubre de 1982. Kristoff fue heredero del Doctor Doom, gobernante ocasional de Latveria, miembro en prueba de los Cuatro Fantásticos, y aventurero temporal junto a Nathaniel Richards.
El personaje aparece a continuación en Fantastic Four # 258-259 (septiembre-octubre de 1983) y aparece por primera vez como el segundo Doctor Doom en Fantastic Four # 278-279 (mayo-junio de 1985). Después de algunas apariciones dispersas, Kristoff Vernard se convierte en un miembro del reparto semi-regular en Fantastic Four # 400 (mayo de 1995). Recientemente reapareció en FF # 2, gobernando Latveria en ausencia de Doom.
Una versión futura alternativa apareció como adulto en el universo de MC2, comenzando en A-Next # 5 (1998), seguida de apariciones dispersas, pero solo apareció regularmente en Fantastic Five # 1-5 (septiembre-noviembre de 2007).
Doctor Doom recibió una entrada en el Manual Oficial de la Actualización del Universo Marvel '89 # 2, y el Nuevo Manual Oficial del Universo Marvel AZ # 12 (2007).

## Biografía ficticia

### Heredero
Después de ser derrocado como líder de Latveria, el Dr. Doom regresó al país con los Cuatro Fantásticos para derrocar a su entonces líder, Zorba. Doom conoció al joven Kristoff y a su madre. Mientras conversaba con ellos, la madre de Kristoff fue asesinada por uno de los robots de Zorba por violar el toque de queda. Furioso por la muerte de una mujer que estaba de pie en su presencia y, por lo tanto, debería haber sido considerada bajo su protección, Doom destruyó al robot y derrotó a Zorba. El Dr. Doom adoptó a Kristoff como su heredero y lo llevó a vivir en el Castillo Doom.

### Segunda venida de Doom
Tras el aparente asesinato del Dr. Doom por Terrax, los robots de Doom tomaron a Kristoff y le lavaron el cerebro e implantaron en él los patrones mentales y los recuerdos detallados de Doom. Sin embargo, detuvo el proceso antes de que se pudieran implantar todos los recuerdos de Doom (después de que su intelecto se hubiera duplicado).
Ahora, creyendo que él era el verdadero Doom, la primera acción de Kristoff fue intentar destruir a los Cuatro Fantásticos haciendo explotar el Edificio Baxter, un plan extraído de los recuerdos del plan del verdadero Dr. Doom para matar al FF mientras él estaba asociado el Sub-Marinero. El FF sobrevivió a la explosión gracias a los campos de fuerza de Sue Richards, algo que Kristoff no había anticipado porque había detenido la transferencia de memoria en un momento antes de que Sue Richards hubiera desarrollado completamente sus habilidades de campo de fuerza. El FF viajó rápidamente a Doomstadt y derrotó a su adversario. Para sorpresa del equipo, la armadura no contenía a Doom sino a un niño, a quien el equipo se llevó con ellos.
Kristoff sería encarcelado en la Plaza de las Cuatro Libertades, el nuevo hogar de los Cuatro, luego de su destrucción del Edificio Baxter. Todavía estaba convencido de que era Doom y Mister Fantástico esperaba devolverle su personalidad normal. En este momento, el verdadero Dr. Doom "regresó de entre los muertos".
Kristoff se liberaría con la ayuda de un Doombot enviado para secuestrar a Franklin Richards, hijo de Mister Fantástico y la Mujer Invisible, por el Dr. Doom recientemente resucitado. Doom quería usar a Franklin como moneda de cambio para el alma de su madre, que fue cautiva por Mephisto. Aunque todavía era un niño de unos cuatro o cinco años, Franklin tenía poderosos poderes psíquicos que le habían permitido derrotar a Mephisto en un encuentro anterior. Esta vez, los inhibidores de poder de Doom evitaron que Franklin luchara contra el demonio, quien aceptó el trato. Pero en ese mismo momento, Kristoff, con armadura completa, irrumpió con un ejército de Doombots y desafió a Doom, a quien pensó que era un impostor.
El FF, que había seguido a Kristoff para rescatar a Franklin, intervino y Mister Fantastic usó un dispositivo propio para permitirle a su hijo luchar contra Mephisto. Mientras los dos Dooms luchaban, los Doombots se quedaron al margen, sin saber qué ayudar, ya que ambos afirmaban ser Doom y los escáneres cerebrales parecían confirmarlo.
La batalla pronto terminó, pero la madre de Doom aún no estaba libre. Su encarcelamiento en los reinos inferiores fue uno de los pocos fracasos que Doom admitiría y se lo dijo a los presentes. Los robots percibieron esto como una duda y una falta de confianza, lo que significa que Kristoff solo podría ser el verdadero Dr. Doom siempre confiado. Los Doombots se volvieron contra su creador y el Dr. Doom se vio obligado a huir.
Kristoff gobernó Latveria como Doom una vez más, donde se encontraría con los Vengadores de la Costa Oeste. Para su sorpresa, les permitió dejar Latveria. Permaneció como regente hasta que el original se infiltró en el Castillo y pronunció una palabra clave que devolvió a Kristoff a su personalidad original. Doom reclamó su trono mientras que Kristoff fue enviado como señuelo para luchar contra el Sr. Fantástico. Fue asesinado y colocado en estasis en un monasterio tibetano.

### Vida después de Doom
Nathaniel Richards revivió a Kristoff junto con Boris, el antiguo tutor de Doom, que en realidad era el Hombre del Mañana disfrazado. El ex dictador regresó con Richards y la Mujer Invisible, donde se convirtió en un miembro vigilado de cerca de los Cuatro Fantásticos, y amigo cercano de Cassandra Lang, hija de Ant-Man (Scott Lang) que también se había unido al equipo después de la "muerte". de Mister Fantástico. Finalmente se despidió del grupo para ir con Nathaniel Richards. Se reunió con Doom cuando la futura descendencia alternativa de Franklin Richards y Rachel Summers llamó a Hyperstorm, atacó a los Cuatro Fantásticos donde eligió ayudarlos en lugar de atacarlos en su punto más débil. El grupo derrotó a Hyperstorm.
Siguiendo la saga Onslaught, Kristoff y Nathaniel intentaron recolectar el equipo de FF ahora desaparecido ubicado en la Zona Negativa. Luego regresaron a Latveria, Kristoff con la esperanza de asumir el trono una vez más, pero se encontraron con la resistencia del Caballero Temible y encontraron a Doombots a cargo. El dúo luego fue engañado por S.H.I.E.L.D. para que los derrotara.
Kristoff y Nathaniel fueron desplazados más tarde por Stryfe después de que su nave se estrellara contra el Castillo Doom.
Nathaniel Richards ha insinuado que es el padre de Kristoff, lo que le da algo de ironía a que el Doctor Doom eligió, como su heredero, al medio hermano de su rival más odiado.
Al comienzo de Los Cuatro Fantásticos: Tres, Doom estaba haciendo planes para abdicar de su trono y dárselo a Kristoff, a quien se dice que vive en "exilio".
Luego se reveló que Kristoff era el villano en la miniserie de Spider-Man / Los Cuatro Fantásticos, estableciendo un plan elaborado para deponer a Doom y tomar su lugar, como organizar un motín en la embajada de Latveria en el pasado para que pudiera leer algunos libros de magia que Doom había perdido en el presente, adquiriendo muestras del simbionte Venom para crear una 'bomba simbionte' que él podría 'vender' en secreto a Doom para sacarlo del imagen- culminando en él buscando la ayuda de Spider-Man y los Cuatro Fantásticos para ayudar en su plan final, considerándolos como los mayores enemigos de Doom. Spider-Man era un miembro 'honorario' de la FF, ya que invariablemente es la primera persona a la que el equipo recurre cuando necesita ayuda externa general o simplemente alguien con quien socializar. Aunque Kristoff los ataca cuando lo rechazan, alegando que estaban dispuestos a simplemente 'olvidarlo' después del incidente de Onslaught, Spider-Man y Thing descubren un viejo álbum de fotos familiar que incluye imágenes del tiempo de Kristoff con el equipo, The Thing explicando que en realidad nunca dejaron de intentar encontrar a Kristoff, pero que hace mucho tiempo se habían quedado sin ideas sobre dónde buscar activamente. Su búsqueda original había fallado porque Kristoff se estaba escondiendo en el entrenamiento. A pesar de esto, Kristoff rechaza al equipo y se marcha enojado, jurando destruir al propio Doom.
Posteriormente, vive en Latveria con el Doctor Doom, quien continúa preparándolo para que sea su heredero.
Kristoff Vernard luego contrató a She-Hulk como su abogado para solicitar asilo político en los Estados Unidos, pero terminó enfrentándose a un pequeño ejército de Doombots. Después de derrotar a los Doombots, She-Hulk logra otorgarle asilo político solo para que el Doctor Doom ingrese al juzgado y lo secueste. She-Hulk luego va a Latveria para rescatar a Kristoff solo para que él y el Doctor Doom tengan una charla motivacional, donde él expresa su deseo de seguir su propio camino en la vida. Después de la charla, Doom permite que Kristoff y She-Hulk se vayan de Latveria.

## Poderes y habilidades
Kristoff Vernard no tiene superpoderes, pero es un experto científico y mago. También ha usado una armadura que le otorga cierto grado de fuerza y durabilidad sobrehumanas, vuelo y proyección de energía.

## Otras versiones

### Franklin Richards: hijo de un genio
En el cómic de humor no canónico Franklin Richards: Hijo de un genio, Kristoff es representado como un compañero de clase de intercambio extranjero de Franklin de Latveria, lo que lo hace aproximadamente de la misma edad que él. Muestra una total admiración por el Doctor Doom y, al igual que su ídolo, muestra cierto desdén por el hijo de su archienemigo. Franklin parece no darse cuenta del antagonismo de Kristoff y cree que es su amigo genuino.

### House of M
Kristoff era miembro de los Cuatro Temibles de Doom, como la Antorcha Inhumana. En el mundo artesanal, Kristoff era el hijo adoptivo de Valeria y Doom, y gracias a la experimentación cósmica de su padre adoptivo, tenía las habilidades de Johnny Storm.

### MC2
En el universo de MC2, Kristoff aparece como un aliado de A-Next y Los 5 Fantásticos. Él usa el nombre "Doom" y ha solicitado ser miembro de los Cinco Fantásticos. Más tarde se demuestra que efectivamente se ganó la membresía. Su disfraz es una combinación de su vieja máscara y una versión verde del uniforme F5.

## En otros medios

### Videojuegos
- En el paquete de expansión Héroes y Villanos de Marvel: Ultimate Alliance, Kristoff Vernard es un disfraz alternativo para Doctor Doom.